# 대븐트리구

대븐트리구의 위치

대븐트리구(영어: Daventry District)는 잉글랜드 노샘프턴셔주에 위치한 비도시 자치구로 중심 도시는 대븐트리이며 인구는 79,036명(2014년 기준), 면적은 662.6km2이다.